# Uniforme de la selección de fútbol de Hungría

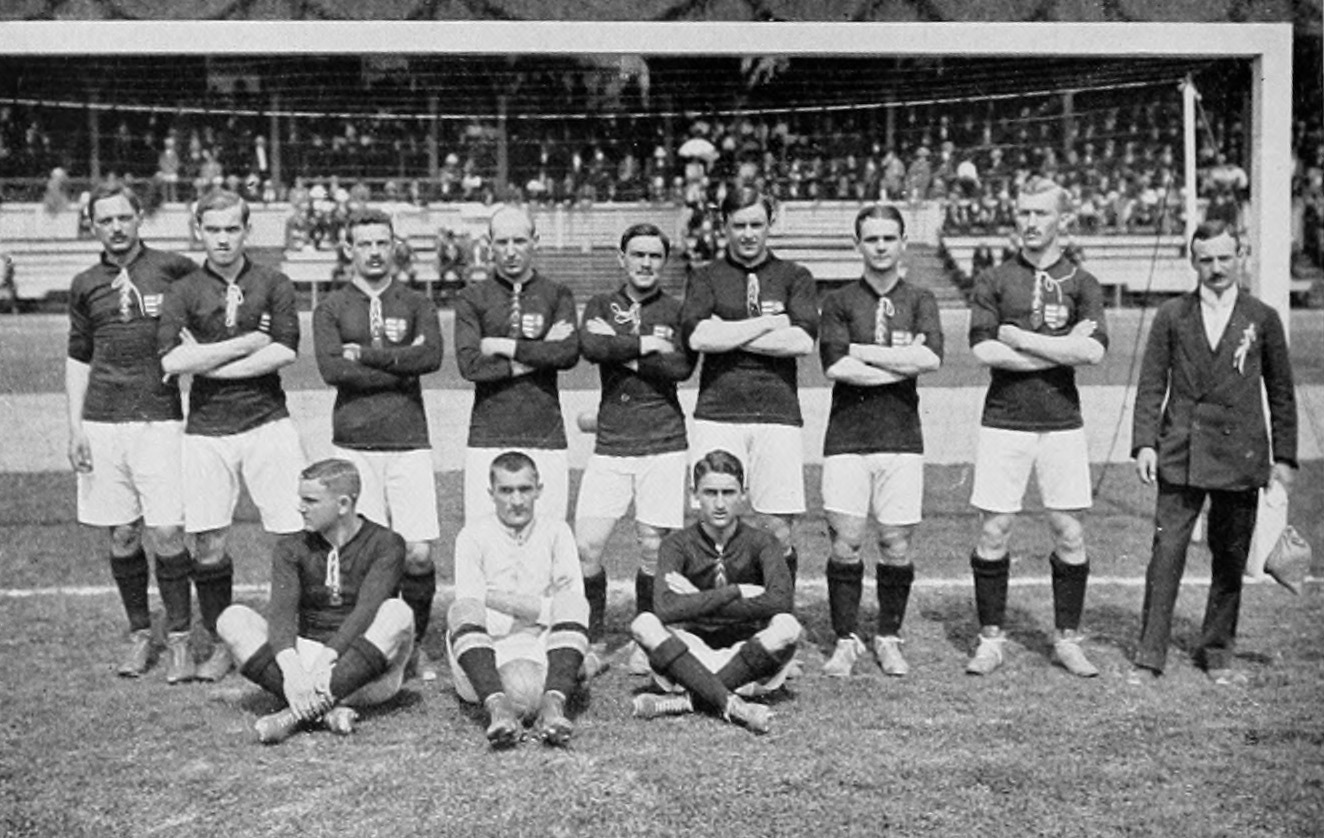
La selección húngara ha disputado siempre sus encuentros de titular con la tradicional camiseta roja, pantalón blanco y medias verdes.

Desde sus inicios, el escudo de armas del Reino de Hungría conocido como el «Kossuth» (o "pequeño blasón de Hungría") ha sido el símbolo identificativo de la selección, con algunas pequeñas variaciones, hasta convertirse en el actual, con la corona de San Esteban. La única excepción vino en el período de 1949 a 1989, tras la instauración de la República Popular. Éste constó de un martillo y un trigo cruzados y coronados por la estrella roja (símbolos identificativos del comunismo), y rodeados por dos hojas de laurel doradas sobre los colores de la bandera. Su denominación era la de «Rákosi-címer»; y desde 1956 el martillo y el trigo fueron sustituidos por un blasón con la bandera del país, conocido como «Kádár-címer». Desde 1990 se recuperaría de nuevo un «Kossuth» más estilizado con la mencionada corona. 
En cuanto al uniforme, la escuadra húngara vestiría siempre sus tradicionales colores de la bandera. Un uniforme de camiseta roja y pantalón blanco sería su identificativo. Las medias completarían los colores, con el verde. Nunca se abandonaron esos colores, que incluso ha llegado a llevarlos en sus uniformes alternativos. Éstos, predominantes en color blanco, llevaron durante muchos años la bandera atravesando el pecho, y es una de las imágenes más recordadas de la selección en los grandes acontecimientos. 
Desde que llegasen las marcas deportivas al mundo del fútbol, la marca alemana de Adidas ha sido la encargada de vestir al combinado húngaro, siendo históricamente una de las selecciones más fieles a ella y aún sigue vistiéndola en la actualidad.

## Evolución del uniforme

### Local
| 1902 - 1912 | 1912 - 1930 | 1930 - 1945 | 1945 - 1949 | 1949 - 1956 | 1970-1973 | 1978-1980 | 1982-1984 |  | 1986-1990 |  | 1990-1994 |

| 1995 |  | 1996-1998 | 1998 - 2000 | 2000 - 2002 | 2002 - 2004 | 2004 - 2006 | 2006 - 2007 | 2007 - 2008 | 2008 - 2009 | 2009 - 2012 |

| 2012 - 2014 | 2014 - 2015 | 2015 - 2018 | 2018 - 2019 | 2019 - 2022 | 2022 - 2024 | 2024 - Actual |

### Visitante
| 1902-1912 | 1912-1930 | 1930–1945 | 1945–1949 | 1949–1956 | 1970-1973 |  | 1994-1995 | 1995-1996 | 1996-1998 | 1998–2000 |

| 2000–2002 | 2002–2004 | 2005–2006 | 2006–2007 | 2007–2008 | 2008–2009 | 2010–2012 | 2012–2014 | 2016–2018 | 2018-2020 |

| 2021-2022 | 2022-2024 | 2024-Actual |

### Proveedores
| Periodo de temporadas del acuerdo | Proveedor deportivo oficial |
| --------------------------------- | --------------------------- |
| 1902–1976                         | Ninguno                     |
| 1977-1989                         | Adidas                      |
| 1990-1994                         | Umbro                       |
| 1994-presente                     | Adidas                      |